# Xavier Bertrand
Pour les articles homonymes, voir Bertrand.
Xavier Bertrand , né le 21 mars 1965 à Châlons-sur-Marne (aujourd’hui Châlons-en-Champagne), est un homme politique français.
Entre 2005 et 2012, il est ministre de la Santé du gouvernement Dominique de Villepin et ministre du Travail dans les trois gouvernements François Fillon. De 2008 à 2010, il est secrétaire général de l'UMP.
Député entre 2002 et 2016, maire de Saint-Quentin de 2010 à 2016 et président de la communauté d'agglomération du Saint-Quentinois de 2014 à 2020, il est président du conseil régional des Hauts-de-France depuis 2016. Il quitte Les Républicains en 2017, à la suite de l'élection de Laurent Wauquiez à la tête du parti.
En 2021, il revient sur sa décision de ne se porter candidat à aucun processus de désignation interne pour l'élection présidentielle de 2022 et annonce sa participation au congrès des Républicains. Après avoir repris sa carte à LR, il arrive en quatrième position du congrès avec 22,4 % des suffrages exprimés, et appelle à voter pour Valérie Pécresse au second tour.

## Situation personnelle

### Naissance et famille
Xavier René Louis Bertrand naît le 21 mars 1965 à Châlons-sur-Marne. Il est le fils de Jean-Pierre Bertrand, cadre bancaire, et de Madeleine Bedin, employée de banque.

### Études et formation
Il effectue ses études à l'unité de formation et de recherche droit et science politique de l'université de Reims, où il obtient une maîtrise de droit public, suivi d'un DESS (diplôme d'études supérieures spécialisées) en administration locale.

### Mariages
Xavier Bertrand épouse en premières noces Isabelle Dubois, avec qui il a une fille, Caroline. Après son divorce, il épouse Emmanuelle Gontier, conseillère en ressources humaines, le 11 juillet 1998, dont il a des jumeaux, Malo et Ambre,.
Il divorce à nouveau en 2014 puis s'installe avec Vanessa Williot, alors conseillère municipale d'opposition à Saint-Amand-les-Eaux. Il épouse Vanessa Williot, le 21 juillet 2018, et le couple a deux enfants, Lucas (né en 2018) et Maïa (née en 2023),.

### Franc-maçonnerie
Xavier Bertrand est initié le 11 mars 1995 au sein de la loge maçonnique Les Fils d’Isis du Grand Orient de France (GODF) à l’Orient de Tergnier (Aisne) ,,.
Entre 2004 et 2012, durant ses engagements dans les gouvernements de Jean-Pierre Raffarin et de François Fillon, il dit s'être retiré en partie de la franc-maçonnerie, n'y participant qu'à deux reprises, en tant que conférencier. En 2012, après 17 années, il démissionne du GODF,.

## Carrière professionnelle
Xavier Bertrand est agent général d'assurance pour le groupe Swiss Life, entre 1992 et 2004. Il cesse d’exercer cette profession pour entrer en politique,.

## Parcours politique

### Débuts à Saint-Quentin
Militant au RPR dès l'âge de seize ans, il échoue aux élections municipales de 1989 à Saint-Quentin. Lors du référendum de 1992 sur le traité de Maastricht, il fait campagne pour le « non » dans son département de l'Aisne.
En 1995, il devient adjoint au maire de Saint-Quentin, chargé de la redynamisation. Il est reconduit dans ses fonctions en 2001, avec la délégation de l'animation et du développement de la ville. Il est ainsi l'un des créateurs de la plage de Saint-Quentin, événement similaire, mais antérieur, à Paris Plages.

### Premiers mandats parlementaires
De 1987 à 1992, il est assistant parlementaire de Jacques Braconnier, sénateur de l’Aisne.
Il est élu député, le 16 juin 2002, dans la deuxième circonscription de l'Aisne, battant la députée PS sortante, Odette Grzegrzulka. Il est choisi comme rapporteur du projet de loi à l'Assemblée nationale. Il est pendant cette période membre du Club de la boussole.

### Secrétaire d'État chargé de l'Assurance maladie
Le 31 mars 2004, lors de la formation du gouvernement Raffarin III, il est nommé secrétaire d'État chargé de l'Assurance maladie. Sous la responsabilité de son ministre de tutelle, Philippe Douste-Blazy, il mène une réforme de l'Assurance maladie. Il s'engage en faveur du « oui » dans la campagne pour le référendum de 2005 sur le traité établissant une Constitution pour l'Europe.

### Ministre de la Santé puis du Travail

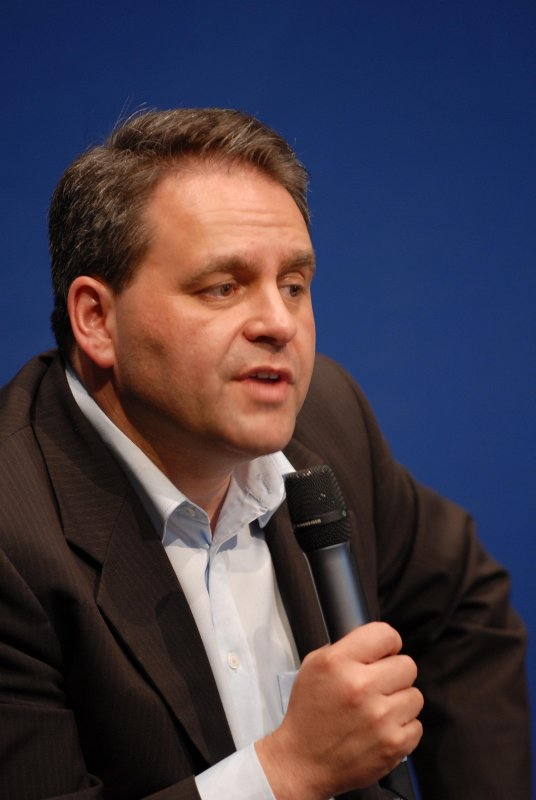
Xavier Bertrand en 2007.

À la suite de la victoire du « non » au référendum de 2005, Jean-Pierre Raffarin remet la démission de son gouvernement au président de la République. Dans le gouvernement Dominique de Villepin, Xavier Bertrand remplace Philippe Douste-Blazy à la fonction de ministre de la Santé et des Solidarités. Son passage au ministère est marqué par plusieurs événements marquants, notamment l'épidémie de chikungunya à la Réunion et l'arrivée de la grippe aviaire en Europe. En 2006, il introduit l'interdiction de fumer dans les lieux publics et met en place un corps de réserve sanitaire pour faire face aux crises potentielles, en France ou à l'étranger. Il augmente également le numerus clausus dans les études de santé, le faisant passer de 6200 étudiants en 2005 à 7100 en 2007.
En mars 2006, contre l'avis de la Haute Autorité de santé, il décide de maintenir le remboursement du Mediator par la Sécurité sociale. La haute autorité de santé avait conclu que le Mediator du laboratoire Servier ne présentait « aucun intérêt de santé publique ». Parallèlement, Le Canard enchaîné révèle que plusieurs de ses conseillers au ministère étaient rémunérés par les laboratoires Servier, fabricant du Mediator. Les deux conseillers, les professeurs Gérard Bréart et Françoise Forette, élus UMP, percevaient une rémunération pour publier des études pour le compte des laboratoires. Cette affaire arrive dans un contexte de proximité de Nicolas Sarkozy avec Jacques Servier, qui est lui même membre du Premier Cercle de donateurs de l'UMP. Xavier Bertrand est alors soupçonné par plusieurs médias de conflit d’intérêts, de négligence et d'incompétence,,. Plus tard, questionné sur France Inter sur l'affaire du Mediator, il refuse fermement d'aborder les questions de conflits d'intérêts entre l'Afssaps et le laboratoire Servier et renvoi ses interlocuteurs au rapport d'enquête sur le médicament.
Xavier Bertrand apporte son soutien à Nicolas Sarkozy en vue de l'élection présidentielle de 2007. Le 15 janvier 2007, il est nommé porte-parole de la campagne de Nicolas Sarkozy. Dominique de Villepin l’appelle alors à rester au gouvernement, mais Xavier Bertrand démissionne le 26 mars pour se consacrer pleinement à la campagne.

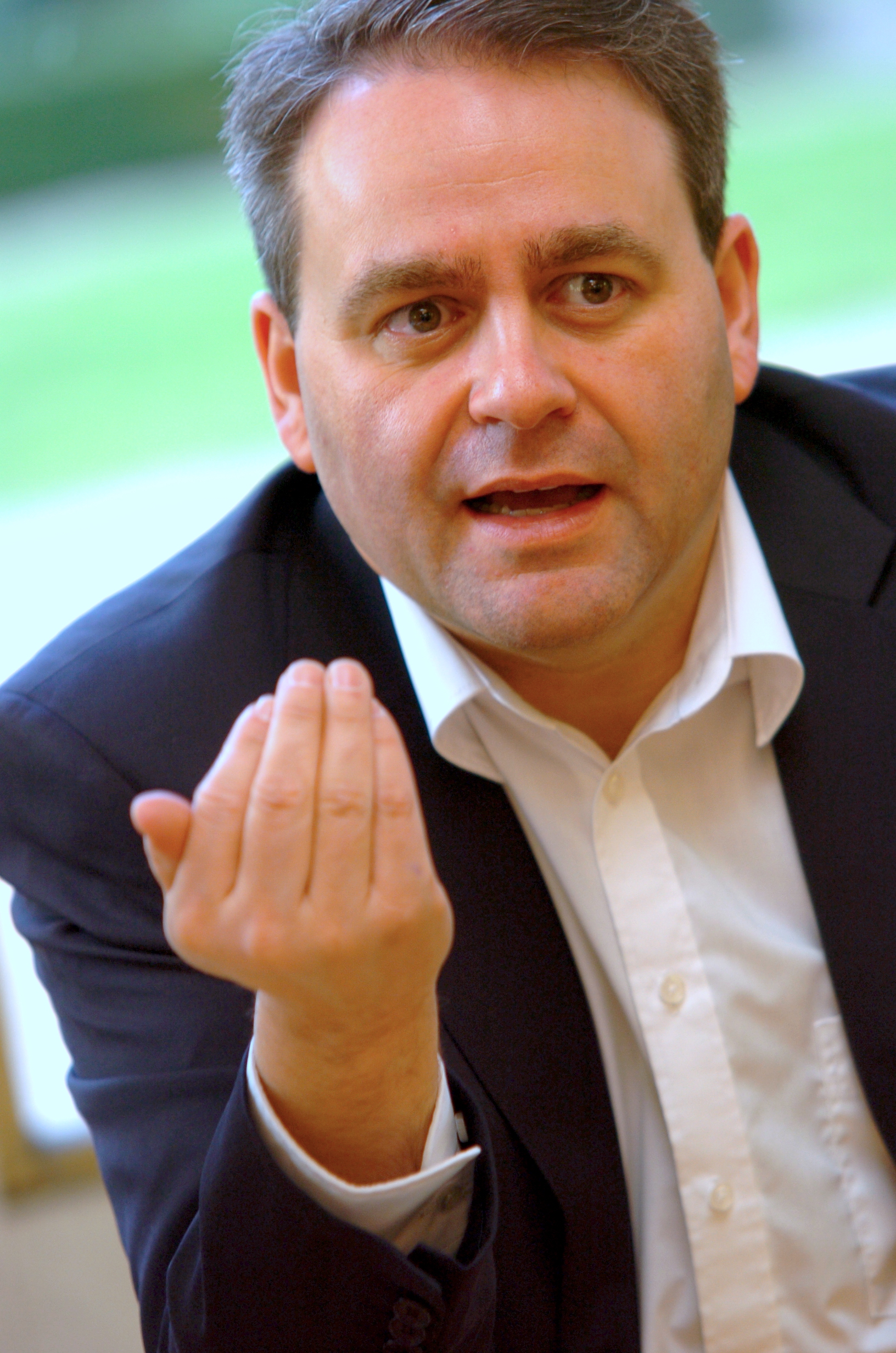
Xavier Bertrand, Ministre du Travail, des Relations sociales, de la Solidarité et de la Famille, le 19 février 2008 à Paris.

Le 18 mai 2007, il est nommé ministre du Travail, des Relations sociales et de la Solidarité dans le gouvernement François Fillon. Réélu député dès le premier tour le 10 juin avec 53,3 % des voix dans la 2e circonscription de l'Aisne, il quitte aussitôt l’Assemblée nationale en raison de sa reconduction dans ses fonctions de ministre du Travail le 19 juin. Il est alors accompagné par une nouvelle secrétaire d'État, Valérie Létard, chargée de la Solidarité, puis, à partir du 18 mars 2008, de Nadine Morano, secrétaire d'État chargée de la Famille. Xavier Bertrand est chargé d'un important ensemble de réformes sociales comprenant notamment l'instauration du service minimum et la réforme des régimes spéciaux de retraite.
Lorsque Patrick Devedjian entre au gouvernement, il est nommé secrétaire général par intérim de l'UMP, le 8 décembre 2008. Il quitte le gouvernement Fillon lors du remaniement du 15 janvier 2009, prend la tête effective de l'UMP le 24 janvier suivant, puis retrouve son siège à l'Assemblée nationale, étant le premier à bénéficier d'une loi votée en décembre 2008 qui permet aux membres de gouvernement sortants de retrouver leur siège de parlementaire sans passer par une élection partielle.

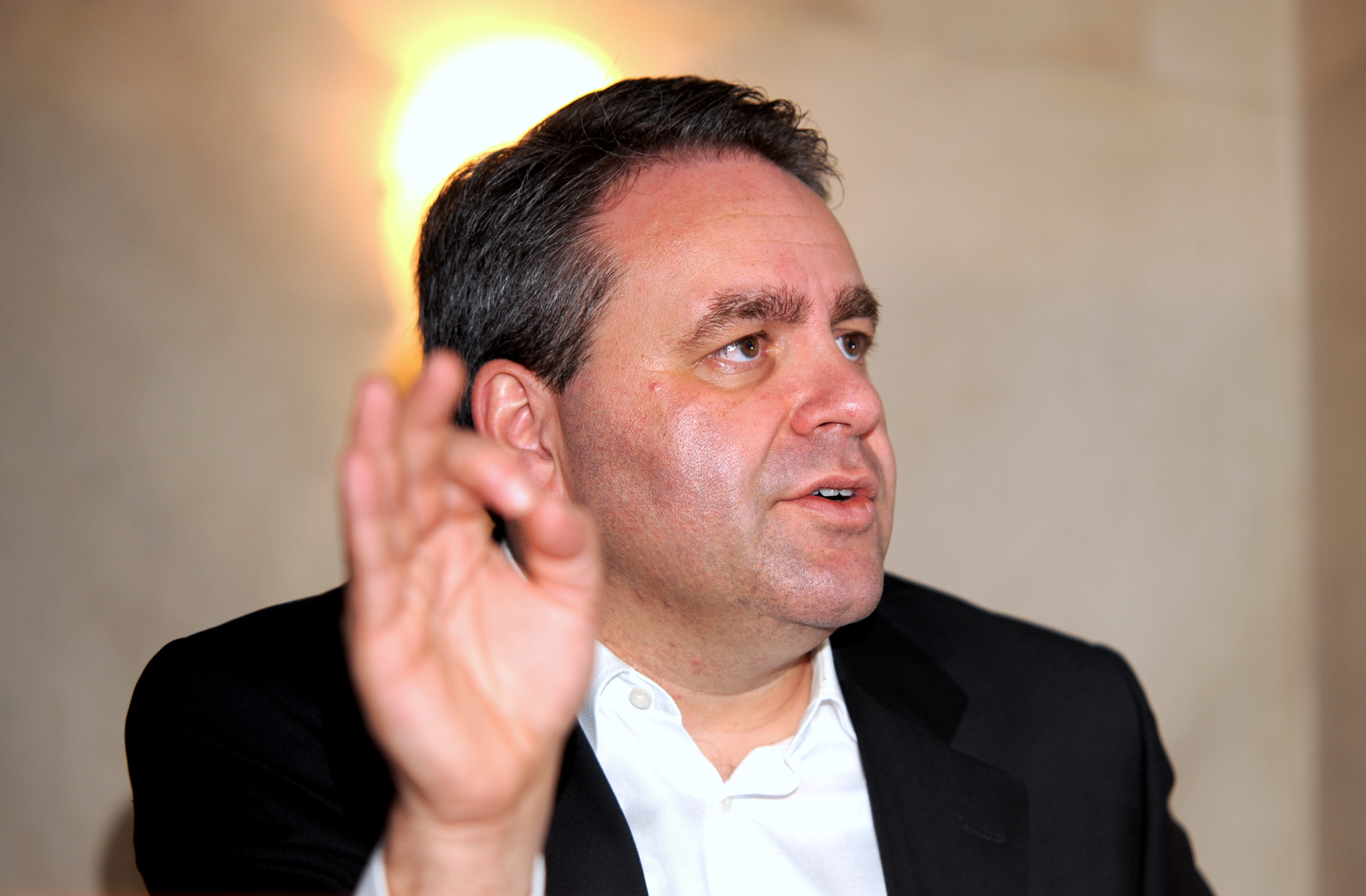
Xavier Bertrand, le 29 janvier 2010 à Paris.

Le 22 octobre 2009, à l'occasion d'une visite en Chine, Xavier Bertrand signe un mémorandum entre l'UMP et le Parti communiste chinois (PCC). Cet accord, suscite une controverse au sein de l'UMP, certains élus estimant que le PCC n'est pas un parti démocratique mais totalitaire. Xavier Bertrand est élu maire de Saint-Quentin (Aisne) le 4 octobre 2010.

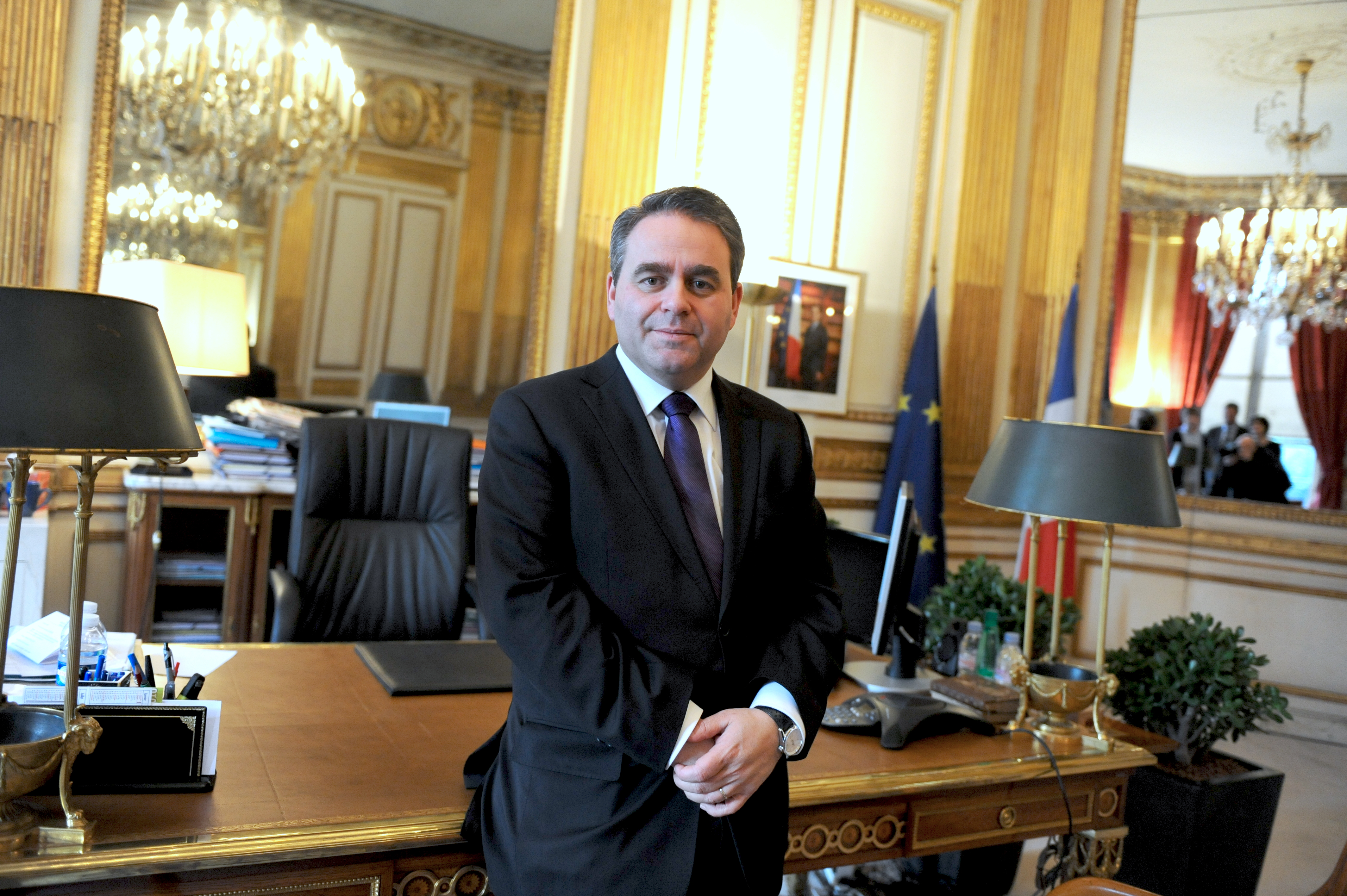
Xavier Bertrand, Ministre du Travail, de l'Emploi et de la Santé, le 31 janvier 2011 à son bureau.

Lors de la formation du gouvernement Fillon III, le 14 novembre 2010, il devient ministre du Travail, de l'Emploi et de la Santé, et démissionne du secrétariat général de l'UMP trois jours plus tard. Il doit notamment faire face à la polémique sur le Mediator, un médicament controversé. C'est lui qui choisit Aquilino Morelle comme inspecteur Igas pour rédiger le rapport concernant l'affaire du Mediator. Ce dernier est un « vieil ami de Didier Tabuteau », directeur général de l'Agence du médicament (actuelle Agence nationale de sécurité du médicament et des produits de santé) de 1993 jusqu'en 1997. Le rapport Igas qui servira de base à l’information judiciaire exonère les autorités sanitaires comme les politiques de toute responsabilité. Xavier Bertrand affirme avoir pris connaissance de sa dangerosité en novembre 2010. Il propose une nouvelle hausse du numerus clausus dans l'admission aux études de santé.
En 2020, dans le cadre de la pandémie de Covid-19, il est auditionné par la commission d'enquête de l'Assemblée nationale en tant qu'ancien ministre de la Santé, au même titre que Roselyne Bachelot, Marisol Touraine et Agnès Buzyn.
Le livre Les Fossoyeurs de Victor Castanet fait état de liens très étroits entre le fondateur d'Orpea Jean-Claude Marian et Xavier Bertrand. Ce dernier, profitant de son influence d'homme politique puis de ministre de la Santé, aurait notamment facilité la création et le financement de nombreux établissements Orpea.
En mai 2012, lors du procès Mediator, certains représentants des services de l’état, admettent « une part de responsabilité ». L'avocat du laboratoire accuse Xavier Bertrand de s’exonérer de sa propre responsabilité, déclarant notamment qu'il avait refusé le fonds d’indemnisation des victimes proposé par Servier,.

### Retour à l'Assemblée nationale

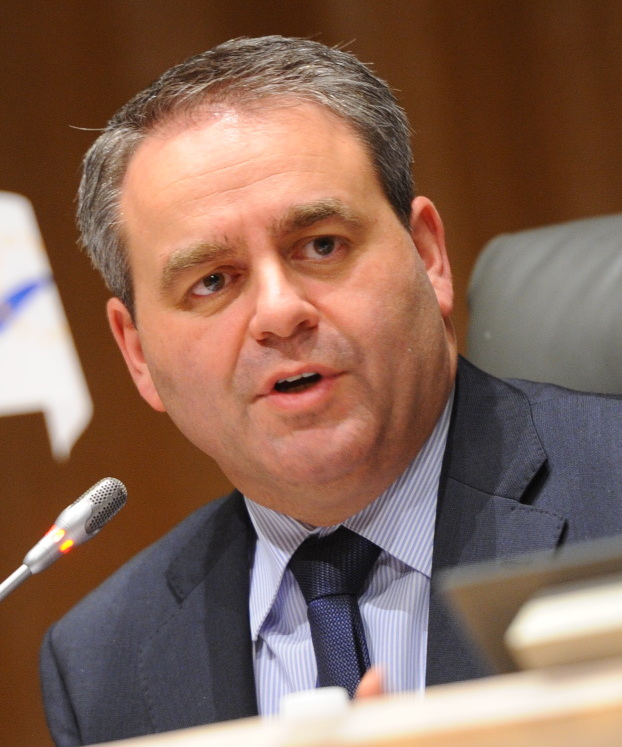
Xavier Bertrand à Marseille en 2011.

À l'issue des élections législatives de 2012, qui voient la défaite de son parti, il est réélu de justesse député de la 2e circonscription de l'Aisne au second tour, avec 50,3 % des voix face à la socialiste Anne Ferreira,. Candidat à la présidence du groupe UMP avec le soutien de François Fillon, il réunit 63 voix, face à Christian Jacob, proche de Jean-François Copé, qui obtient 117 suffrages, et à Hervé Gaymard, qui en totalise 17.
En septembre 2012, il affirme avoir réuni les parrainages nécessaires pour se présenter comme candidat à l'élection du président de l'UMP mais ne se présente finalement pas.

### Président du conseil régional des Hauts-de-France
Xavier Bertrand se présente comme tête de liste de l’UMP aux élections régionales de 2015 en région Nord-Pas-de-Calais. Arrivé second au premier tour du scrutin avec 25 % des voix, loin derrière Marine Le Pen et ses 40,6 %, il bénéficie au second tour du retrait de la liste menée par le Parti socialiste, qui appelle à faire barrage au Front national. Il arrive ainsi en tête du second tour avec 57,8 % des voix, en partie grâce au bon report de voix des électeurs de gauche.
Il quitte alors son mandat de maire, comme la loi l'y oblige, pour rester conseiller municipal et président de l'agglomération de Saint-Quentin. Il annonce également qu'il abandonne son mandat de député dès le 12 janvier 2016, alors que la loi sur le cumul des mandats de 2014 lui laissait la possibilité d'attendre juin 2017 (ce qui donne lieu à une législative partielle). Pour compenser ses pertes de revenus, il fait augmenter ses indemnités par l'agglomération de Saint-Quentin. Au conseil régional, il fait baisser de 5 % les indemnités des élus. En 2016, il s'attire des critiques pour avoir fait augmenter de 4 000 euros son indemnité de conseiller municipal, venant s'ajouter à son indemnité de président de région.
Proche des chasseurs, et notamment du parti Chasse, pêche, nature et traditions (CPNT), il confie la charge de la politique environnementale de la région à des représentants des fédérations de chasse, tandis que les subventions régionales qui leur sont versées augmentent fortement. Ses rapports sont plus difficiles avec les écologistes ; les associations environnementales voient, en 2017, leurs subventions réduites ou supprimées.
En mai 2020, Mediapart indique qu’il a financé des repas politiques avec des fonds régionaux, pour plus de 7 000 euros.
Candidat à sa réélection pour les élections régionales de 2021 dans les Hauts-de-France, il mène une liste divers droite baptisée « Se battre pour vous », qui compte au moins 20 candidats ayant soutenu La République en marche ou été soutenus par ce parti lors de précédents scrutins. Il l’emporte au second tour avec plus de 50 % des suffrages exprimés, largement devant les listes RN de Sébastien Chenu et de gauche de Karima Delli.

### Éloignement et départ des Républicains

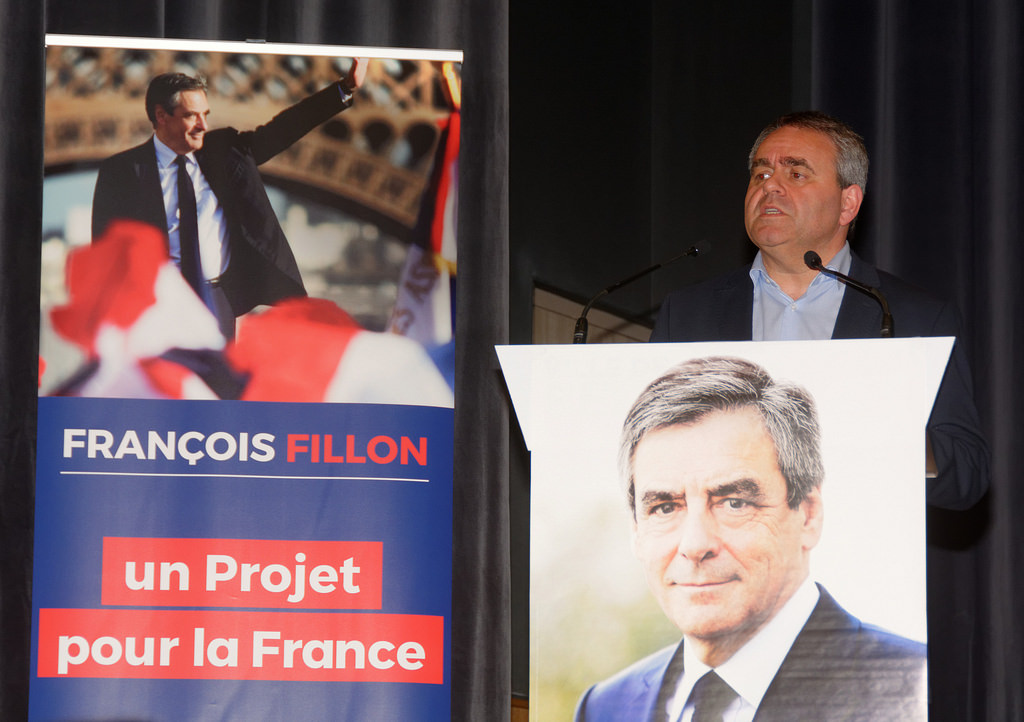
Xavier Bertrand à une réunion de soutien à François Fillon (5 avril 2017).

Dès 2013, il annonce sa volonté de prendre part à la primaire française de la droite et du centre de 2016, avant d'y renoncer après les élections régionales de 2015. Il ne soutient publiquement aucun candidat avant le premier tour de la primaire mais vote en faveur de François Fillon, qui obtient l'investiture de son parti pour l'élection présidentielle de 2017. Dans le cadre de l'affaire Fillon, il réfléchit, avec Valérie Pécresse et Christian Estrosi, à une sortie de crise visant à faire remplacer François Fillon. Ce dernier refusant de renoncer à sa candidature, Xavier Bertrand continue à le soutenir et à le conseiller.
En novembre 2017, il est annoncé que Xavier Bertrand ne paie plus ses cotisations aux Républicains depuis l'élection présidentielle en raison de l'absence de consignes de vote claires de son parti en faveur d'Emmanuel Macron contre Marine Le Pen. Il annonce son départ de LR le 11 décembre 2017, au lendemain de l'élection à la présidence du mouvement de Laurent Wauquiez, tenant d’une ligne plus à droite que la sienne.
Xavier Bertrand ne se représente pas en 2020 à la présidence de l'agglomération du Saint-Quentinois, privilégiant la région Hauts-de-France. Il devient dans le même temps actionnaire du Saint-Quentin Basket-Ball.

### Candidature au congrès des Républicains de 2021
En août 2020, Xavier Bertrand annonce qu'il se « prépare » à l'élection présidentielle de 2022. Il exclut de se soumettre à une primaire de la droite, estimant que sa primaire « sera le scrutin régional des Hauts-de-France ».
Figurent dans son premier cercle Matthias Baccino, Jean-Paul Mulot et Jean Spiri, responsables du club de réflexion La Manufacture, Michel Bettan, vice-président exécutif de Havas, considéré comme son « bras droit », sa conseillère en communication Mélanie Blond, le député Julien Dive et le sénateur Jean-François Rapin. Le filloniste Vincent Chriqui est chargé de coordonner l’ensemble des groupes de travail en perspective du scrutin présidentiel. S'il s'inscrit dans l'opposition au gouvernement Jean Castex, Xavier Bertrand a longtemps été l'un des proches du Premier ministre et il est ami avec le ministre de l'Intérieur Gérald Darmanin,.
Candidat à un second mandat de président du conseil régional à l’occasion des élections régionales de 2021 dans les Hauts-de-France, il voit sa liste l’emporter au second tour avec 52,4 % des suffrages exprimés.
Après ce scrutin, il maintient son refus de participer à une primaire de la droite,. Il apparaît dès lors de plus en plus isolé et ne parvient pas à s'imposer comme le candidat naturel de la droite, plafonnant à 15-16 % d’intentions de vote au premier tour de la présidentielle, un score quasiment identique à ceux de Valérie Pécresse et Michel Barnier, prêts à participer à une primaire LR. En octobre, il accepte finalement de participer au congrès des Républicains (« primaire fermée ») visant à désigner le candidat pour 2022. Dans la foulée de Valérie Pécresse, il annonce également son intention de réadhérer à LR.
Après avoir refusé le soutien de Renaud Muselier, Xavier Bertrand s'engage à faire campagne, dès le 4 décembre, aux côtés des autres candidats à l'investiture LR, dont « son ami Éric Ciotti », plus radical. Il indique également qu’en cas de défaite il quitterait la scène politique nationale.
Le 2 décembre 2021, il arrive en quatrième position au premier tour du congrès, obtenant 22,36 % des suffrages exprimés, et il est donc éliminé. Dans la foulée, il appelle à voter pour Valérie Pécresse et annonce se recentrer sur la région qu'il préside,, tout en participant à la campagne de Valérie Pécresse.

### Création de son propre parti politique
Après la défaite de Valérie Pécresse au premier tour de l'élection présidentielle, il annonce en juillet 2022 la création de « Nous France », parti associé à LR, dans le prolongement de La Manufacture. Le nouveau parti, dont les statuts avaient été déposés dès la fin 2021, est officiellement lancé en octobre 2022, alors que Xavier Bertrand entend s’imposer face à Laurent Wauquiez à droite dans la perspective de l’élection présidentielle de 2027.
Il soutient Bruno Retailleau pour le second tour du congrès des Républicains de 2022. À la suite de la victoire d'Éric Ciotti, Xavier Bertrand menace une nouvelle fois de quitter les Républicains,. Le 3 février 2024, il annonce avoir « bien l'intention d'être candidat » à l'élection présidentielle de 2027,.
Juste avant les élections législatives de 2024, il fait partie de présidents de région, comme Valérie Pécresse et Laurent Wauquiez, qui demandent l'exclusion d'Éric Ciotti à la suite de l'annonce contestée d'alliance avec le Rassemblement national.
Son nom est régulièrement cité dans l'entourage d'Emmanuel Macron pour devenir Premier ministre après les élections législatives de 2024. Il n'a pas formellement fait acte de candidature, mais selon son entourage, il se tient prêt à succéder à Gabriel Attal. Il reçoit le soutien de ministres comme Gérald Darmanin.

## Prises de position
Xavier Bertrand se définit comme « un gaulliste social, d'une droite sociale et populaire ». Il se prononce en faveur de la fin des 35 heures, d'un système de retraites mixte par capitalisation et répartition, de la suppression du droit du sol et de l'aide médicale d'État.

### Mariage homosexuel, PMA et GPA
En 2014, Xavier Bertrand prône une «  réécriture » ou « l'abrogation » de la loi ouvrant le mariage aux couples de personnes de même sexe, indiquant « Je ne me résous pas à voir les règles de la filiation bouleversées à ce point. Je suis contre l'adoption par les couples homosexuels, la procréation médicalement assistée (PMA) et bien sûr la gestation pour autrui (GPA). » Il redit son opposition au « mariage homosexuel » en 2017.

### Élection présidentielle de 2022
En vue de l’élection présidentielle de 2022, il défend des positions économiques libérales. D'après le magazine Marianne, il entend se positionner sur la droite d’Emmanuel Macron. Il souhaite en particulier diminuer de moitié les impôts de production, estimant que les mesures entreprises en ce sens par le gouvernement sont insuffisantes. Ce projet, qui représenterait un préjudice de 33 milliards d'euros pour l’État, serait compensé « notamment par des efforts sur la dépense publique » ; il prévoit un report de deux ans de l'âge de départ à la retraite et une réforme du système d'assurance chômage qui se traduirait par un durcissement des conditions d'indemnisation des chômeurs.
Il affiche une position ferme en matière de sécurité, prônant l'abaissement de la majorité pénale à 15 ans, la restauration des peines planchers et le passage de la période de sûreté à 50 ans en matière de terrorisme.

### Front républicain et soutien aux candidats communistes
Xavier Bertrand défend le « ni-ni » (ni Parti socialiste ni Front national) lors des élections cantonales de 2011, appelant, comme les autres dirigeants de l'UMP, à « voter blanc » en cas de duel PS-FN. En 2015, il bénéficie d'un front républicain lors des élections régionales - la liste de gauche s'étant retiré pour empêcher la victoire de Marine Le Pen au Conseil régional des Hauts-de-France. Lors du second tour des élections départementales de 2021, Xavier Bertrand apporte son soutien aux candidats communistes opposés aux candidats du RN.
Lors des élections législatives françaises de 2024, il demande de ne soutenir « ni Mélenchon, ni Marine Le Pen », et demande la démission d'Éric Ciotti de la présidence des Républicains, après que ce dernier a annoncé son alliance avec le Rassemblement national. Quelque temps après, Eric Ciotti annonce vouloir engager une procédure d'exclusion à l'encontre de Xavier Bertrand. Après le premier tour, il apporte son soutien au candidat communiste Sébastien Jumel (coalition NFP) dans la 6e circonscription de Seine-Maritime (Eu-Dieppe-Blangy).

## Détail des fonctions et mandats

### Au gouvernement
- 31 mars 2004 – 31 mai 2005 : secrétaire d'État chargé de l'Assurance maladie du gouvernement Raffarin III.
- 2 juin 2005 – 26 mars 2007 : ministre de la Santé et des Solidarités du gouvernement Dominique de Villepin.
- 18 mai 2007 – 18 mars 2008 : ministre du Travail, des Relations sociales et de la Solidarité des gouvernements François Fillon I et François Fillon II.
- 18 mars 2008 – 15 janvier 2009 : ministre du Travail, des Relations sociales, de la Famille et de la Solidarité du gouvernement François Fillon II.
- 14 novembre 2010 – 10 mai 2012 : ministre du Travail, de l'Emploi et de la Santé du gouvernement François Fillon III.

### À l’Assemblée nationale
- 19 juin 2002 – 30 avril 2004 : député de la 2e circonscription de l'Aisne (nommé au gouvernement, il laisse son siège à sa suppléante, Pascale Gruny).
- 20 juin 2007 – 19 juillet 2007 : député de la 2e circonscription de l'Aisne (nommé au gouvernement, il laisse de nouveau son siège à Pascale Gruny).
- 15 février 2009 – 14 décembre 2010 : député de la 2e circonscription de l'Aisne (nommé au gouvernement, il laisse de nouveau son siège à Pascale Gruny).
- 20 juin 2012 – 14 janvier 2016 : député de la 2e circonscription de l'Aisne (élu président du conseil régional de Nord-Pas-de-Calais-Picardie, il démissionne de son mandat).

### Au niveau local
- Depuis le 20 mars 1989 : conseiller municipal de Saint-Quentin (Aisne).
- 1er janvier 1995 – 31 décembre 2016 : conseiller communautaire de la communauté d'agglomération de Saint-Quentin.
- 19 juin 1995 – 4 octobre 2010 : adjoint au maire de Saint-Quentin.
- 23 mars 1998 – 29 juillet 2002 : conseiller général de l'Aisne.
- 1er mars 2001 – 1er mars 2008 : vice-président de la communauté d'agglomération de Saint-Quentin.
- 4 octobre 2010 – 14 janvier 2016 : maire de Saint-Quentin.
- 14 avril 2014 – 31 décembre 2016 : président de la communauté d'agglomération de Saint-Quentin.
- Depuis le 4 janvier 2016 : président du conseil régional des Hauts-de-France.
- 1er janvier 2017 – 10 juillet 2020 : président de la communauté d'agglomération du Saint-Quentinois.

### Au sein de partis politiques
- Conseiller du district de Saint-Quentin (1995-2001).
- Secrétaire départemental du RPR (1998-2002).
- Secrétaire départemental de l'UMP (2003-2006).
- Secrétaire général adjoint de l'UMP chargé des débats de société (2003-2004).
- Président de l'UMP de l'Aisne depuis 2006.
- Porte-parole du candidat Nicolas Sarkozy, lors de l'élection présidentielle française de 2007.
- Secrétaire général adjoint de l'UMP de mars à décembre 2008, puis secrétaire général par intérim du 5 décembre 2008 au 24 janvier 2009.
- Secrétaire général de l'UMP du 24 janvier 2009 au 17 novembre 2010.

## Synthèse des résultats électoraux

### Primaire présidentielle
| Année | Parti | Parti | 1er tour | 1er tour | 1er tour | Issue   |
| Année | Parti | Parti | Voix     | %        | Rang     | Issue   |
| ----- | ----- | ----- | -------- | -------- | -------- | ------- |
| 2021  |       | LR    | 25 213   | 22,36    | 4e       | Éliminé |

### Élections législatives
| Année | Parti  | Parti | Circonscription | 1er tour | 1er tour | 1er tour   | 1er tour   | 2d tour | 2d tour | 2d tour | 2d tour |
| Année | Parti  | Parti | Circonscription | Voix     | %        | Rang       | Issue      | Voix    | %       | Rang    | Issue   |
| ----- | ------ | ----- | --------------- | -------- | -------- | ---------- | ---------- | ------- | ------- | ------- | ------- |
| 2002  |        | UMP   | 2e de l'Aisne   | 20 295   | 43,13    | 1er        | Ballottage | 25 565  | 56,96   | 1er     | Élu     |
| 2007  | 24 007 | UMP   | 2e de l'Aisne   | 53,28    | 1er      | Élu        |            |         |         |         |         |
| 2012  | 17 404 | UMP   | 2e de l'Aisne   | 38,89    | 1er      | Ballottage | 22 445     | 50,25   | 1er     | Élu     |         |

### Élections régionales
Les résultats ci-dessous concernent uniquement les élections où il est tête de liste.
| Année | Parti | Parti | Région                      | 1er tour | 1er tour | 1er tour | 2d tour   | 2d tour | 2d tour | Sièges obtenus |
| Année | Parti | Parti | Région                      | Voix     | %        | Rang     | Voix      | %       | Rang    | Sièges obtenus |
| ----- | ----- | ----- | --------------------------- | -------- | -------- | -------- | --------- | ------- | ------- | -------------- |
| 2015  |       | LR    | Nord-Pas-de-Calais-Picardie | 558 420  | 24,97    | 2e       | 1 389 340 | 57,77   | 1er     | 116 / 170      |
| 2021  |       | DVD   | Hauts-de-France             | 551 068  | 41,42    | 1er      | 708 518   | 52,37   | 1er     | 110 / 170      |

### Élections cantonales
| Année | Parti | Parti | Canton             | 1er tour | 1er tour | 1er tour | 1er tour   | 2d tour | 2d tour | 2d tour | 2d tour |
| Année | Parti | Parti | Canton             | Voix     | %        | Rang     | Issue      | Voix    | %       | Rang    | Issue   |
| ----- | ----- | ----- | ------------------ | -------- | -------- | -------- | ---------- | ------- | ------- | ------- | ------- |
| 1998  |       | RPR   | Saint-Quentin-Nord | 3 752    | 37,52    | 1er      | Ballottage | 5 152   | 54,40   | 1er     | Élu     |

### Élections municipales
Les résultats ci-dessous concernent uniquement les élections où il est tête de liste.
| Année | Parti | Parti | Commune       | 1er tour | 1er tour | 1er tour | Sièges  | Sièges  |
| Année | Parti | Parti | Commune       | Voix     | %        | Rang     | CM      | CC      |
| ----- | ----- | ----- | ------------- | -------- | -------- | -------- | ------- | ------- |
| 2014  |       | UMP   | Saint-Quentin | 9 913    | 52,60    | 1er      | 36 / 45 | 17 / 22 |

## Distinctions et décorations

### Décoration
- Médaille d'honneur de la santé et des affaires sociales, or (de droit en tant que ministre chargé du travail, de l'emploi et de la santé)[106]

### Prix et distinctions
- 2016 : il est nommé « Élu local de l'année 2016 » par Le Trombinoscope[107].
- 2018 : il reçoit le Prix de la personnalité politique de l'année 2018 décerné par Le Trombinoscope[108],[109].

### Prix satirique
- Il reçoit, en décembre 2023, le Prix de l'auto-dérision en politique décerné par le Press Club de France, pour avoir déclaré : « Le gouvernement de Mme Borne est aussi expert en justice que moi en régime amincissant »[110],[111].